# Езра Ферман
Езра Ферман (енгл. Ezra Furman; рођена 5. септембра 1986) америчка је музичарка. Ферман је била главна певачица и гитариста бенда Ezra Furman and the Harpoons, формираног 2006. године, који се распустио 2011. после албума Mysterious Power. Њени следећи албуми били су Day of the Dog (2013), Perpetual Motion People (2015) и Transangelic Exodus (2018), као и саундтрек за Нетфликсову серију Сексуално образовање.

## Каријера

### Ezra Furman and the Harpoons
Ezra Furman and the Harpoons био је четворочлани бенд активан од 2006. до 2011. Чланови бенда били су Езра Ферман (вокали, гитара), Џоб Макада (бас-гитара), Дру „Адам‟ Абрутин (бубњеви), и Ендру Лангер (гитара). Бенд је био формиран у Тафтс Универзитету 2006. године. Објавили су четири албума: само-објављени албум Beat Beat Beat (2006), Banging Down the Doors (2007), Inside the Human Body (2008) и Mysterious Power (2011). Бенд је се распустио 2011. године. Након што им је уговор са Minty Fresh Records истекао, бенд је објавио компилациони албум 2009. по имену Moon Face: Bootlegs and Road Recordings 2006-2009, који је садржао уживо снимке песама и неке од соло песама Езре Ферман.

### The Year of No Returning
Након турнеје у знак подршке албума Mysterious Power, Ферман је снимила соло албум The Year of No Returning, без издавача. Уз помоћ донација са сајта Kickstarter, Ферман је имала довољно финансијских средстава за снимање и само-објављивање албума. Албум је снимљен у Студију Балистико, који је се тада налазио у тавану куће где је Ферман живела. Продуцент албума био је Тим Сендаски, који је био власник и студија и куће. Албум је био објављен фебруара, 2012. године. На крају 2012, Ферман је потписала уговор са издавачком кућом Bar/None Records, која је албум поново објавила током лета 2013.
Бенд са турнеје Ezra Furman and the Boyfriends формиран је 2012. и био је на турнеји у знак подршке албуму The Year of No Returning. Бенд је се састојао од Јоргена Јоргенсена (бас), Бена Џозефа (клавијатура, гитара), и Сема Дуркса (бубњеви). Тим Сендаски (саксофон) је се придружио бенду 2013. године.

### Day of the Dog
Ферман је објавила албум Day of the Dog у октобру, 2013. године, чији је продуцент био Тим Сендаски. Албум је био снимљен у Студију Балистико и објавила га је издавачка кућа Bar/None Records. Ферман је добила пуно публицитета након овог албума у Уједињеном Краљевству, добивши оцену 5/5 од стране магазина The Guardian коју је написао уредник Мајкл Хан. Рецензија албума гласи: „Езра Ферман је направила албум класичног рокенрола који се никада не осећа као нека вежба, него као живо уметничко дело самоизражавања.‟ Албум је такође добио и оцену 8/10 од стране NME која гласи: „Детињаста врста New York Dolls-овог, Ramones-овог из Спекторове ере и E Street Band-овог карнивалског рока. Неочекивани драгуљ.‟
Бенд је кренуо на турнеју 2014. године у Уједињеном Краљевству. „Рокенролери пуни панка нису превише кул да не би били дочекани веома заслуженим дочеком,‟ написао је Малколм Џек за магазин The Guardian дајући турнеји оцену 5/5. Турнеја је се завршила током пролећа са распродатим концертом у Скали у Лондону септембра, 2014. године.

### Perpetual Motion People
У раној 2015. години, Ферман је потписала уговор са издавачком кућом Bella Union и 27. априла, најавили су нови албум, Perpetual Motion People, који ће бити објављен 6. јула у Уједињеном Краљевству и 10. јула у Европи и Америци. Добивши позитивне оцене од критичара, албум је у својој првој недељи на топ-листама Уједињеног Краљевства био на броју 23. Серија концерата широм Европе и Америке су били одржани због објављивања албума.
У 2016. години, Ферман је објавила свој EP албум Big Fugitive Life, рекавши да албум представља „крај једног музичког поглавља‟ називајући га „колекцијом наших омиљених сиротих песама.‟ Четири песме из албума нису биле у албуму Perpetual Motion People, док су друге две песме биле из албума The Year of No Returning.
Септембра, 2017. године, Ферман је на социјалним мрежама објавила да је њен бенд The Boyfriends, који су активни од 2012. преименован у The Visions. Чланови бенда су остали исти.

### Transangelic Exodus
Transangelic Exodus, Ферманов седми албум, објављен је 9. фебруара 2018. Наратив албума прати Ферман и анђела који путују, бежећи од тиранске власти.

### Остали пројекти
У 2018. години, 33⅓ објавила је књигу написану од стране Ферман о Лу Ридовом албуму Transformer.
Ферман је направила саундтрек 2019. године за Нетфликсову серију Сексуално образовање. Саундтрек садржи њене прошле песме, као и нове песме написане за серију. Ферман и њен бенд су се такође појавили у седмој епизоди прве сезоне где су глумили бенд који свира у школи главних ликова.

## Лични живот
Ферман је јеврејка. Њен отац потиче из јеврејске породице и њена мајка је прешла у јудаизам.
Ферман планира да постане Рабин, и почевши од јесени 2021. године, иде у Рабинску школу Хебрејског колеџа у Њутону, Масачусетс.
Ферман је бисексуална, и користи заменице она и они. Објавила је да је трансродна жена пред крај априла 2021. године. Пре тога, идентификовала је се као џендерквир.
Ферман има троје браће и сестара и једно дете. Њен млађи брат Џона је био главни певач и басиста Бостонског рок бенда Крил, који је се распустио 2015. године. Њихов старији брат Ноа је визуални уметник који је дизајнирао слику албума Banging Down the Doors.

## Дискографија

### Албуми

#### Ezra Furman and The Harpoons
- Banging Down the Doors (2007)
- Inside the Human Body (2008)
- Mysterious Power (2011)

#### Соло
- The Year of No Returning (2012)
- Day of the Dog (2013)
- Perpetual Motion People (2015)
- Transangelic Exodus (2018)
- Twelve Nudes (2019)[28]
- Sex Education Original Soundtrack (2020)

### EP-ови
- Songs by Others (2016)
- Big Fugitive Life (2016)
- Jam in the Van (2018)
- Sex Education: Songs from Season 3 (2021)

### Синглови
- My Zero / Caroline Jones (2013)
- Restless Year (2015)
- Lousy Connection (2015)[29]
- Driving Down to LA (2017)
- Unbelievers (2018)
- Calm Down aka I Should Not Be Alone (2019)
- Point Me Toward the Real (2022)